# Шафа (Хроніки Нарнії)
Шафа, платтяна шафа (англ. wardrobe) — шафа в гепталогії К. С. Льюїса «Хроніки Нарнії», яку була входом в паралельний світ з Нарнією. Згадується в повістях «Лев, Біла Відьма та шафа» і в «Небіж чаклуна».

## Історія створення
У книзі «Небіж Чаклуна» діти Дігорі Керк і Поллі Пламмер потрапляють у Нарнію. Однак разом з собою вони приносять зло — королеву-чаклунку Джадіс. Щоб спокутувати провину, Дігорі змушений принести яблуко з саду, який росте на заході від Нарнії. Там він зриває яблуко, приносить його Аслану і садить у Нарнії, щоб виросло дерево охороняло країну від Джадіс. Оскільки яблуко було посаджено незабаром після створення Нарнії, дерево дуже швидко виростає і дає плоди. Яблуко від цього дерева Дігорі приносить своїй важко хворій матері, і, з'ївши його, вона швидко одужує. Проте залишається серцевина яблука, яку Дігорі закопує в саду будинку разом з Жовтими і Зеленими перснями. З серцевини виростає дерево. У книзі описується, що іноді воно гнулося, начебто під поривами вітру, хоча ніякого вітру не було. Льюїс це пояснює тим, що воно реагувало на пориви вітру в Нарнії. Однак багато років по тому під час бурі воно зламалося, і професор Керк пустив його на дошки, з яких і була зроблена шафа. Її перевезли до маєтку Керків.

## Міжпросторовий коридор у Нарнію
Шафа стала входом для Пітера, Сьюзен, Едмунда і Люсі. Першою властивості шафи виявила Люсі. Портал нерегулярний: він відкривається і закривається з невідомих причин.

## Шафа у фільмі
Творці фільму «Хроніки Нарнії: Лев, чаклунка і чарівна шафа» перед зйомками знайшли шафу, що належала Льюїсу. Вона була велика, довгаста, з гравіруванням. За його взірцем була зроблена шафа у фільмі, проте на гравіруванні творці вирішили відобразити історію шафи — дерева, яблуко, персні, Джадіс, а також левові голови нагорі.